# Phillip Thuaux
Philp Thuaux, né le 9 juillet 1979 à Point Clare, est un coureur cycliste australien, ancien membre de l'équipe Drapac.

## Palmarès sur piste

### Coupe du monde
- 2006-2007
  - 3e de la poursuite à Sydney
- 2007-2008
  - 2e de la poursuite à Sydney

### Championnats d'Océanie
| Édition / Épreuve | Poursuite individuelle | Poursuite par équipes                                         |
| 2006              | Or                     | Or (avec Zac Dempster, Hayden Josefski et Stephen Rossendell) |
| 2007              | Or                     | Or (avec Mark Jamieson, Cameron Meyer et Travis Meyer)        |

### Jeux océaniens
- 2006
  -  Médaille d'or de la poursuite par équipes (avec Hayden Josefski, Stephen Rossendell et Zakkari Dempster)

### Championnats d'Australie
- 2007
  -  Champion d'Australie de poursuite individuelle

## Palmarès sur route

### Par années
- 2001
  - Tour of the Tamar
- 2002
  - 1re et 3e étapes du Tour de Canberra
  - 2e étape du Tour de la mer de Chine méridionale
  - 3e du Tour de Canberra
  - 2e du Tour de la mer de Chine méridionale
- 2004
  - 2e étape du Tour de Hongrie
  - 2e du Tour de Hongrie
  - 3e du Tour de Canberra
  - 3e du Rund um Düren
- 2005
  -  Médaillé d'argent au championnat d'Océanie sur route

### Classements mondiaux
| Année         | 2005 |
| ------------- | ---- |
| UCI Asia Tour | 106e |